# Xã Morris, Quận Sullivan, Missouri
Xã Morris (tiếng Anh: Morris Township) là một xã thuộc quận Sullivan, tiểu bang Missouri, Hoa Kỳ. Năm 2010, dân số của xã này là 186 người.